# Pere de Castella i de Molina
Pere de Castella i de Molina (Valladolid, 1290 – Granada, 1319) fou Infant de Castella. Fill de Sanç IV de Castella i de María de Molina. Es va casar amb Maria d'Aragó i d'Anjou (1311), filla de Jaume II de Catalunya-Aragó. El seu germà Ferran IV de Castella anomenat l'Emplaçat va morir el 1312 i Pere va ser regent d'Alfons XI de Castella, fill del seu germà mort, compartint el càrrec amb la seva mare i l'infant Joan per la concòrdia de Palazuelos del 1314. Va participar Guerra castellanogranadina contra l'Emirat de Gharnata, participant en els setges d'Algesires i Gibraltar el 1309, prenent Alcaudete el 1312. Va lluitar en la batalla d'Alicún el 1315 contra el cabdill granadí Ozmin, i poc després va aixecar el setge granadí de Gibraltar del 1316, però finalment va morir prop de Granada lluitant contra els musulmans.